# Коянагі Кадзуя
Коянагі Кадзуя (яп. 小栁和也; нар. 2 лютого 1996, префектура Нагано) — японський борець вільного стилю, срібний призер чемпіонату Азії, бронзовий призер Азійських ігор, бронзовий призер Кубків світу в командній першості.

## Життєпис
У 2013 році став чемпіоном світу серед кадетів. 
Закінчив Університет Яманасі Гакуїн, Кофу.

## Спортивні результати на міжнародних змаганнях

### Виступи на Чемпіонатах світу
| Змагання                        | Збірна | Вагова категорія          | Місце |
| ------------------------------- | ------ | ------------------------- | ----- |
| Чемпіонат світу з боротьби 2018 | Японія | вільна боротьба, до 61 кг | 7     |

### Виступи на Чемпіонатах Азії
| Змагання                       | Збірна | Вагова категорія          | Місце  |
| ------------------------------ | ------ | ------------------------- | ------ |
| Чемпіонат Азії з боротьби 2018 | Японія | вільна боротьба, до 61 кг | Срібло |

### Виступи на Азійських іграх
| Змагання                        | Збірна | Вагова категорія          | Місце  |
| ------------------------------- | ------ | ------------------------- | ------ |
| Азійські ігри в приміщенні 2017 | Японія | вільна боротьба, до 57 кг | Бронза |

### Виступи на Кубках світу
| Змагання                    | Збірна | Вагова категорія | Місце  |
| --------------------------- | ------ | ---------------- | ------ |
| Кубок світу з боротьби 2018 | Японія | команда          | Бронза |

### Виступи на інших змаганнях
| Змагання                                                 | Збірна | Вагова категорія          | Місце  |
| -------------------------------------------------------- | ------ | ------------------------- | ------ |
| Гран-прі «Іван Яригін» 2015                              | Японія | вільна боротьба, до 57 кг | 21     |
| Всеяпонський відкритий чемпіонат з вільної боротьби 2018 | Японія | вільна боротьба, до 61 кг | Золото |
| Чемпіонат Японії з вільної боротьби 2018                 | Японія | вільна боротьба, до 57 кг | Бронза |

### Виступи на змаганнях молодших вікових груп
| Змагання                                      | Збірна | Вагова категорія                 | Місце  |
| --------------------------------------------- | ------ | -------------------------------- | ------ |
| Чемпіонат світу з боротьби серед кадетів 2012 | Японія | греко-римська боротьба, до 50 кг | 11     |
| Чемпіонат світу з боротьби серед кадетів 2013 | Японія | греко-римська боротьба, до 54 кг | Золото |
| Чемпіонат світу з боротьби серед молоді 2017  | Японія | вільна боротьба, до 57 кг        | 11     |